# باولا دريغو
باولا دريغو (بالإيطالية: Poala Drigo)‏ (4 يناير 1876 – 4 يناير 1938) كانت كاتبة قصصية إيطالية، كتبت قصصاً قصيرة وروايات.

## أعمالها
مجموعتها القصصية القصيرة الأولى كانت بعنوان«القدر» نشرت عام 1913، ولفتت نظر النقاد الأدبيين والجمهور. آخر أعمالها المهمة كانت روايتان هما «نهاية العام» و «ماريا زيف» وكلاهما نشر عام 1936.
ينتمي أسلوبها إلى المدرسة الواقعية الإيطالية، وكانت شغوفة بتفاصيل التحليل النفسي لشخصياتها، ووصف الحياة في الريف الإيطالي في منطقة فينيتو التي نشأت بها.

## أسلوبها
وكانت أغلبية شخصياتها من النساء، ويتميزن بأصولهن الفقيرة، وقد وقعن تحت ظلم القدر.